# اتین ژودل
اتین ژودل (به فرانسوی: Étienne Jodelle) شاعر و نمایش‌نامه نویس و متخصص الهیات قرن شانزدهم میلادی اهل فرانسه است.